# Renault Nervasport
Pour les articles homonymes, voir Renault (homonymie).
La Renault Nervasport est une voiture du constructeur automobile français Renault, présentée au Mondial de l'automobile de Paris 1932, produite à 899 exemplaires jusqu'en 1935,.

## Histoire
Renault présente ce modèle en 1932, variante sport (raccourcie et allégée) des Renault Nervastella (1929-1936) à moteur 8 cylindres en ligne de 4,2 L ou 4,8 L ou 5,4 L de cylindrée (les plus puissantes et sportives de la marque). La Nervasport est commercialisée à Pâques 1932 au prix de 36 000 francs. 
En octobre 1932, elle est commercialisée au prix de 35 000 francs en conduite intérieure et 45 000 francs en coach.

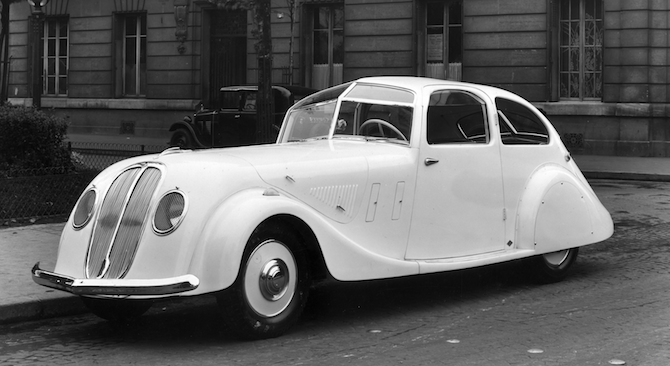
Coupé Aeroprolfil Grümmer (1934).
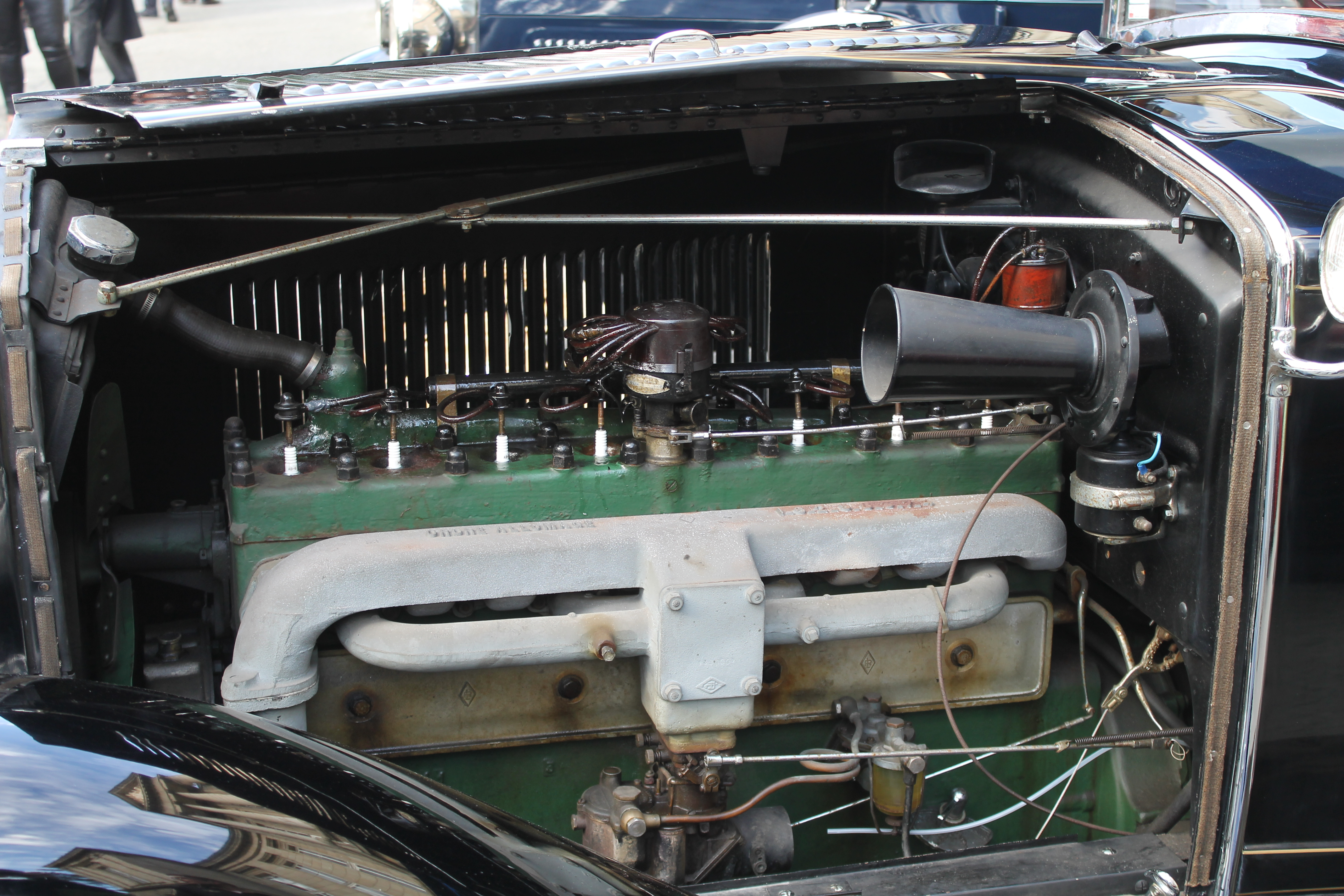
8 cylindres en ligne Renault.
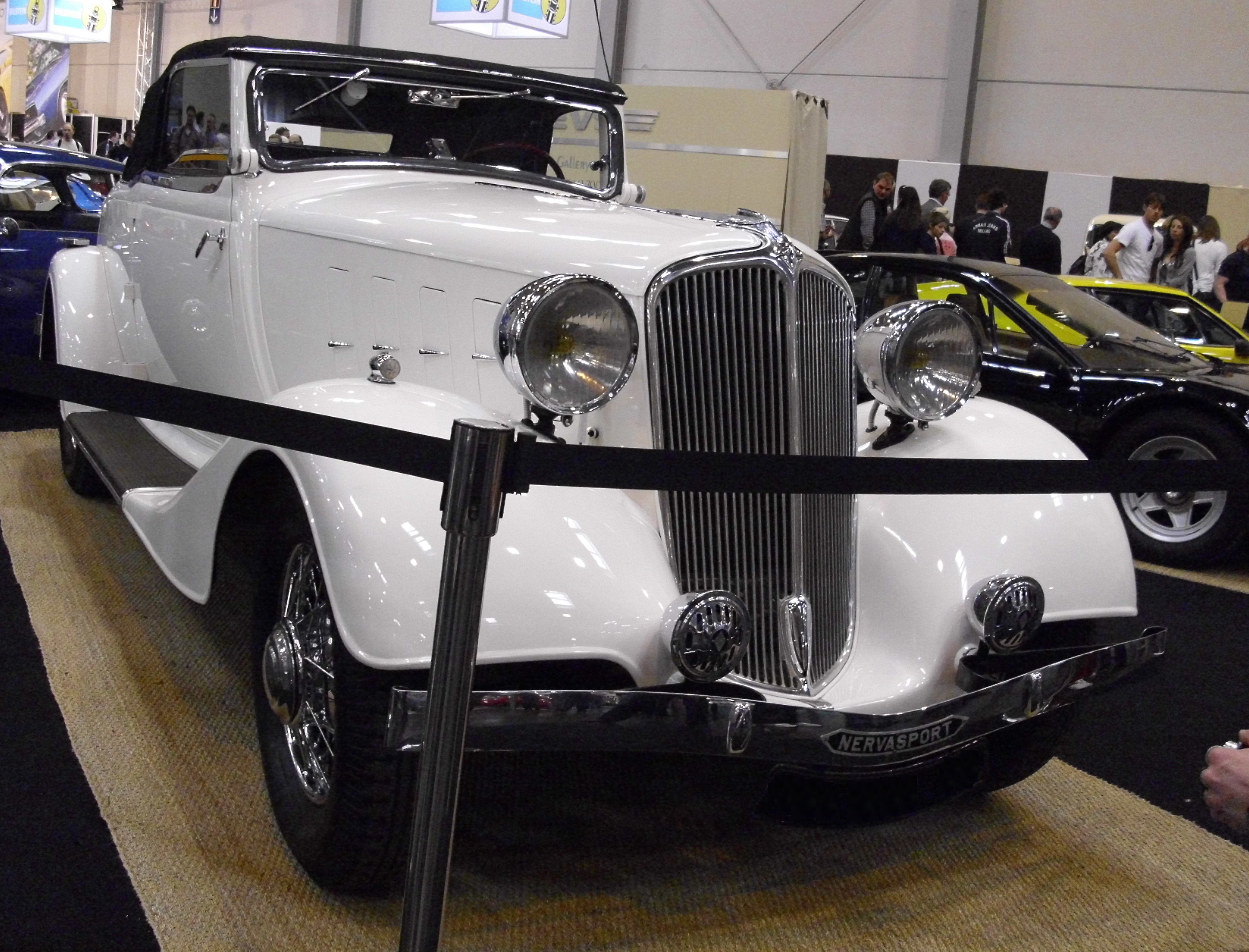
Type ZC 2 cabriolet.

## Types
- TG5 (1932-1933)
- ZC2 (1934)
- ZC4 et ACN1 (1935)
- Renault Nervasport des Records (1934)
- Renault Nerva Grand Sport CS Coupé Spécial (1935-1938)

## Compétition
La Renault Nervasport des Records obtient 9 records mondiaux, dont celui des 48 heures, des 4 000 milles et des 5 000 milles, des 4 et 5 avril 1934, sur l'autodrome de Linas-Montlhéry près de Paris.

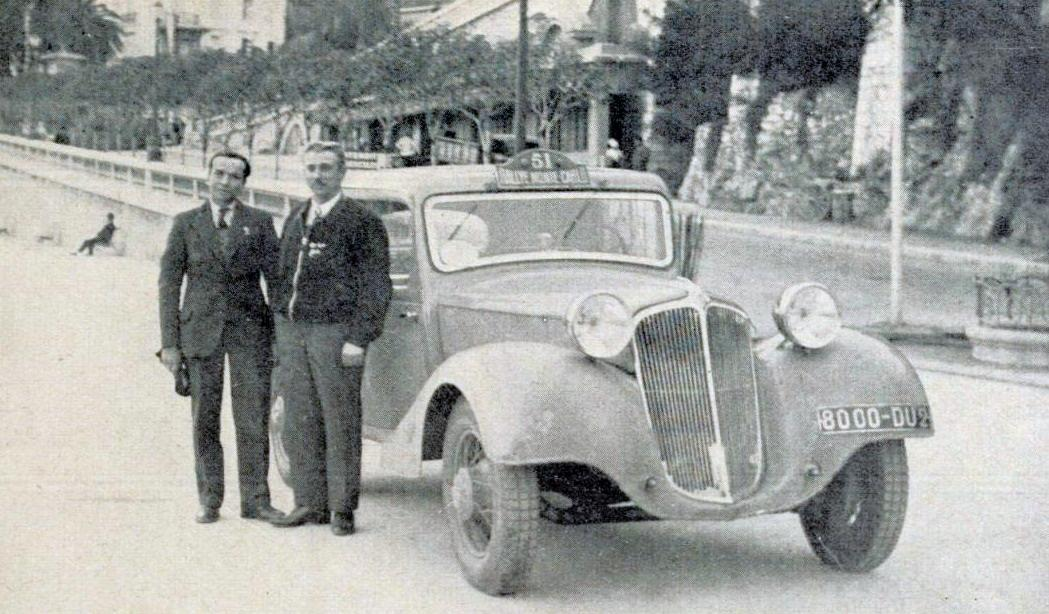
Renault Nerva Grand Sport CS Coupé Spécial, victorieuse du Rallye Monte Carlo 1935, avec Charles Lahaye et René Quatresous.
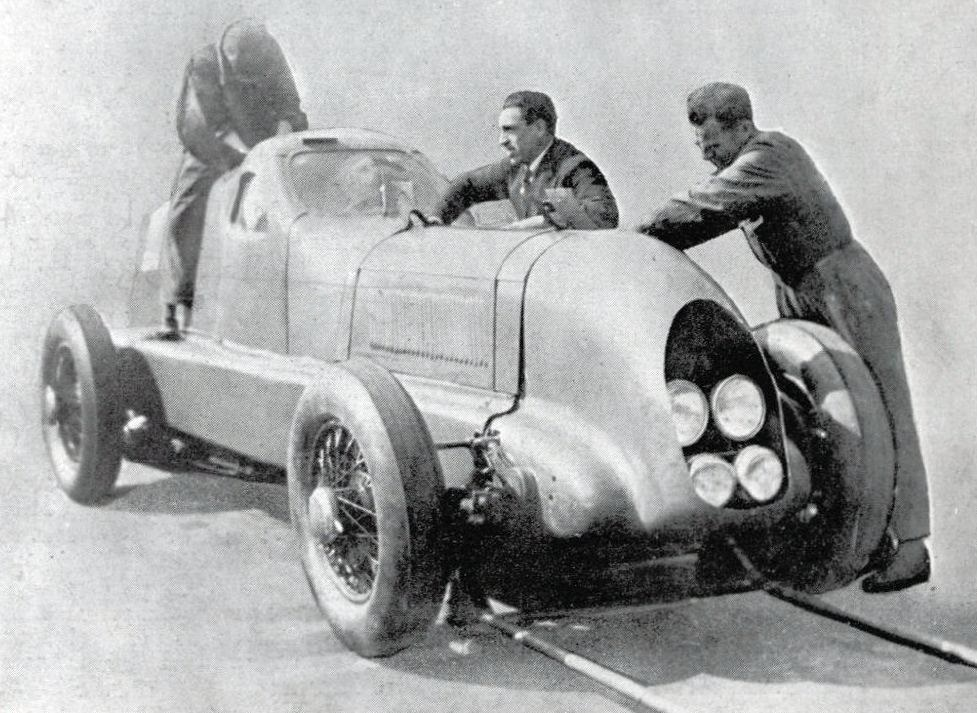
Renault Nervasport des Records mondiaux des 48 heures et des 4000 et 5 000 milles, à Montlhéry en avril 1934.
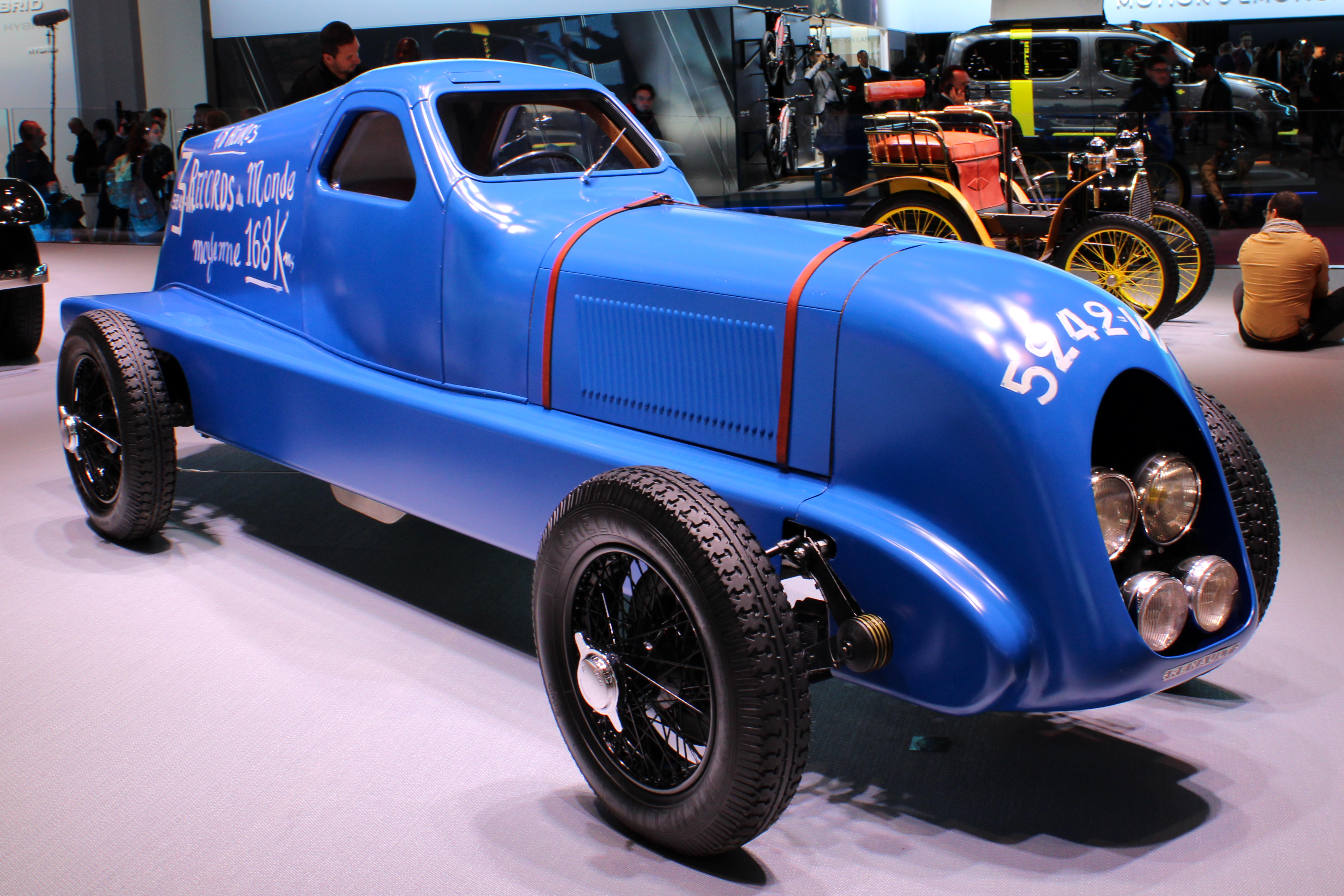
Réplique Renault Classic de Renault Nervasport des Records

La Renault Nerva Grand Sport CS Coupé Spécial est victorieuse du Rallye Monte-Carlo 1935, avec les pilotes Charles Lahaye et René Quatresous

## Palmarès partiel
- 1932 : 2e du Rallye de Monte-Carlo, version Renault Nervasport.
- 1934 : 3 records du monde, des 4 et 5 avril (dans sa catégorie 3 à 5 L de cylindrée) après 48 heures 3 min et 14 s de course sur l'autodrome de Linas-Montlhéry, près de Paris, dont 8037 km en 48 h à 167,445 km/h de moyenne, avec des ravitaillement de 35 s[6], et records de vitesse moyenne sur 4000 et 5000 miles, version Renault Nervasport des Records
- 1935 : victoire du Rallye de Monte-Carlo, version Renault Nerva Grand Sport CS Coupé Spécial.
- 1935 : victoire du Liège-Rome-Liège, ex æquo avec Bugatti, version Renault Nervasport
- 1935 : 2e du Rallye du Maroc